# Особливо тяжкі злочини (телесеріал)
«Особливо тяжкі злочини» (англ. Major Crimes) — американський телесеріал, який транслювався на каналі TNT з 13 серпня 2012 року до 9 січня 2018 року. В центрі сюжету знаходиться діяльність спеціального відділу з розслідування вбивств в Лос-Анджелесі. Ним керує капітан Шерон Рейдор, роль якої виконала дворазова номінантка на премію «Оскар» — Мері Макдоннелл.
Особливо тяжкі злочини є спін-офом досить тривалого серіалу «Шукачка» з Кірою Седжвік у головній ролі. Розробка серіалу розпочалась на початку 2011 року, а вже 18 травня 2011 року канал затвердив спін-офф та замовив зйомки першого сезону тривалістю в 10 епізодів для трансляції після фіналу попередника влітку 2012 року.
Загалом, критики добре прийняли роботу та значний успіх був здобутий і в телевізійних рейтингах. Пілотний епізод зібрав більше семи мільйонів глядачів, що було на рівні з «Далласом» — найбільш популярною новинкою року на кабельному телебаченні.

## Синопсис
Серіал показує розвиток подій після того, як Бренда Лі Джонсон йде з поста керівника відділу з розслідування особливо тяжких злочинів поліції Лос-Анджелеса. На її місце приходить капітан Шерон Рейдор. Героїні доводиться працювати в команді, яка початково проявляє до неї атипатію — адже таке ставлення до неї було з боку шефа Джонсон. 
Рейдор вирішує стати офіційним опікуном Расті Бека, який у серіалі є ключовим малолітнім свідком складної справи над серійним вбивцею Філіпом Строхом. 
У другому сезоні Рейдор досягає поваги у колективі. Разом з тим, їй доводиться співпрацювати з новим замісником окружного прокурора Еммою Ріос, яка має свій погляд на справу Расті та укладання угод зі злочинцями.
У шостому сезоні справа Філліпа Строха буде вирішена.

## Актори та персонажі
- Мері Макдоннелл — Шерон Рейдор
- Джордж Бейлі — Луї Провенза
- Тоні Денісон — Енді Флінн
- Майкл Пол Чан — Майкл Тао
- Реймонд Крус — Хуліо Санчес
- Кірран Джованні — Емі Сайкс
- Грэм Патрік Мартін — Расті Бек
- Філліп П. Кін — Базз Уотсон
- Джонатан Дель Арко — Доктор Моралес
- Надін Веласкес — Емма Ріос
- Роберт Госсетт — Рассел Тейлор

## Виробництво
27 вересня 2012 року TNT продовжили серіал на другий сезон, який був показаний з 10 червня 2013 по 13 січня 2014 року.
15 серпня 2013 року канал вирішив знімати третій сезон, який показали з 9 червня 2014 по 12 січня 2015 року.
18 липня 2014 року канал почав роботу над червертим сезоном, який був показаний з 8 червня 2015 по 14 березня 2016 року.
5 грудня 2015 року — робота над пятим сезоном. Старт показу відбувся 13 червня 2016 року.
18 січня 2017 року — зйомки заключного, шостого сезону на 13 епізодів. Остання серія транслювалась 9 січня 2018 року.